# カウントダウン (クイズ番組)
『カウントダウン』 (Countdown) とは、イギリスのチャンネル4で放送されているクイズ番組である。
現在の司会は、アン・ロビンソン、アシスタントはレイチェル・ライリー。番組は開局当日の1982年11月2日に始まり、4000回以上の回を経た長寿番組のひとつである。
1982年から2005年まで番組の司会を務めたリチャード・ワイトリーは2005年6月26日に亡くなり、一時は番組の閉鎖も噂されたが、同年10月10日から新しい司会のデス・ライナムで再開された。ライナムが2006年いっぱいで降板した後、2007年よりデス・オコナーが司会を担当。2008年末でオコナーが降板。2009年からは、ジェフ・ステリングが司会を担当。2011年12月16日の放送回まで務めた。2012年1月9日の放送回からは、ニック・ヒューワーが司会を務めている。

## 番組の歩み
カウントダウンはフランスの番組「Des chiffres et des lettres」に由来する。ヨークシャー・テレビジョン（現在はITV傘下）で当時リチャード・ワイトリーが司会をしていたカレンダーというニュース番組の1コーナーとして、カレンダー・カウントダウンという名で放送されたのが最初。のちにチャンネル4へと発展するテレビ会社の長をしていた、セシル・コレアーがこの番組を見るとより多くの視聴者に見てもらいたいと、すぐにフランス版カウントダウン側に交渉し、1982年11月2日4時45分、テレビ局・チャンネル4の発足と同時にカウントダウンは初オンエアされることになった。2001年以降45分番組のカウントダウンは午後3時15分開始へと変更された。司会がデス・ライナムになってからは、3時半開始へ変更された。現在は、午後3時25分開始。
現在グラナダ・テレビジョン・グループの一部である、ヨークシャー・テレビジョンがチャンネル4向けにカウントダウンを制作している。2004年11月1日にグラナダ・プロダクションの企業内変革以後、カウントダウンの製作者名は「グラナダ・ヨークシャー・プロダクション」と表示されるようになった。
開始当初のアシスタントは、キャロル・ボーダマン、キャシー・ハイトナー、リンダ・バレット博士、ベヴァリー・イッシャーウッドの4人であったが、あまりに多すぎるとの批判もあった。バレットとイッシャーウッドは1983年末に降板。ハイトナーは1987年まで続けた後、カレン・ローリン、ルシー・サマーズと交代したが、彼女たちも長くは続かなかった。1989年以降、2008年まではキャロル・ボーダマンが単独でアシスタントを務めた。2008年末にボーダマンが降板し、2009年からレイチェル・ライリーになった。
番組の変化としては他に、2001年に30分から45分番組へを変更になり、CMが1回から2回になった。
レギュラー出演者に加えて、毎回「辞書コーナー」にテレビ業界の多彩なゲストを招き、1つ目のCM前にちょっとしたエンターテイメントのコーナーがある。そこでは、ゲストによる、ジョークや、見せ物、詩の朗読、パズルゲーム、マジックなどが行われる。
番組は現在午後3時25分から4時10分まで放送され（それゆえワイトリーは「ティー・タイム・ショー」と呼んだ）、2日半後の朝5時10分から（それより多少早まることもある）再放送がある。おそらく放送時間から考えて番組の人気が高齢者や学生に特に人気があり、番組にもそれらの年齢層がよく出演する。
2001年から、CM前に「ティー・タイムのミニクイズ」（teatime teaser）のが加わった。それは、最終クイズに似た形態で、8文字（当初は7文字）のアルファベットを並べ替えて単語を作るつづり変えゲームを視聴者がコマーシャルの間考えるゲームである。CMの間に違う番組に乗り換える視聴者を減らす効果を狙ったためであろう。ワイトリーはちょっとしたヒント（たいていはシャレを含んで）を与える。ワイトリー自身も答えを知らないのも視聴者を楽しめる要因となることもある。
たいていの英国の伝統的なクイズ番組のように、カウントダウンは競技自体に重点を置き、賞品はあまり豪勢なものではない。
ワイトリーはクイズ参加者をネタにシャレを言うことも多く、時には失言癖のレベルに達することもあり不快感を与えることもある。
2004年7月にワイトリーとボーダマンは2009年まで番組出演の契約を結んだと発表された。2005年にワイトリーが肺炎にかかったとき、代わりの司会が選出されたが、結局撮影は延期され、結局2005年6月のワイトリーの死によって中止された。ワイトリーの死は関係者にはショッキングであり、ボーダマンも困惑せずにはいられなかった。死のニュースが伝えられた日に行った徹夜の会議の結果決定されたことは、その放送のキャンセルの後、ワイトリーが入院する前に撮影された準々決勝（全部で5つ）は彼への賛辞をこめて準決勝も合わせて2005年6月30日に放送され、2005年7月1日に決勝戦も放送された。その後は、番組が休止され、永久的な番組閉鎖がうわさされたが、2005年7月にボーダマンが、新しい司会者を迎えた番組の復帰が発表された。
2005年8月、デス・ライナムとポール・マートンが新司会者の最終候補者になったとうわさされた。2005年9月24日、ライナムが司会者に決まり、第54シリーズ（これは不規則的に長い9ヶ月ものシリーズになった）が2005年10月10日に始まり、2005年10月31日番組が復帰した。
2007年1月より、ライナムに代わってデス・オコナーが司会を務める。2009年1月からは、ジェフ・ステリングが司会になる。

## 放送の進行形態
毎回2人のクイズ参加者が単語コーナー、数字コーナー、最終クイズに挑戦する。予選では勝ち抜いた参加者が席を持ち続け、次回次の挑戦者と対戦する。8回連続優勝すれば「オクタヴィアヌス」と呼ばれ引退（殿堂入りに近い扱い）しなければならないが、高得点ゆえに準々決勝への出場の可能性が高い。準決勝で選ばれた8人の高得点者は、シリーズのチャンピオンを決定する3ラウンドに挑戦することになる。

### 単語コーナー
番組の主要なコーナーである単語コーナーでは、一人の参加者が母音、子音で分けられたランダムのアルファベットの山を9つ選び出す。その山は英語学を反映し、ほぼボード・ゲームの「スクラッブル」と同様の枚数の配当になっている。母音、子音と選び具合の調整を参加者がコントロールするが、ルールにより3つの母音と、4つの子音は必要なため、実際は2つのアルファベットしかコントロールできない。1995年までは、「母音は最低3つ」という条件のみしかなかったので、高得点を取った参加者は母音ばかりを選んで相手がほとんど単語を作れないようにすることもあった。
その後クイズ参加者は、30秒で、先ほど選ばれたアルファベットを並べ替えてできるだけ長い単語を考え出す。ひとつのアルファベットは1回ずつしか使えない。「オクスフォード・英語辞典」に書かれた単語のみ許され、その至上の決定権は「辞書の番人」にゆだねられている。初期の頃は、それはオクスフォード大学出版の辞書学者数人によって行われていたが、その後はほとんどスージー・デントが引き受けている。
クイズ参加者の単語としての正当性をチェックするだけでなく、辞書学者は参加者が見つけられなかったような長い単語や、非常に面白い単語を指摘したりする。辞書学者の隣にはゲストが一緒にそれを手伝う。スクラッブル・ゲーム同様、固有名詞、ハイフン付きの語、短縮語は許されていない。イギリス英語とアメリカ英語で異なったスペリングの語があれば、イギリス英語のつづりのみ許される。番組のアルファベットの山のアルファベットの配分は英単語の頻度を反映しているため、一部の単語は番組で頻繁に出たりすることもある。特に leotards はあまりに頻繁に出てくるため、それが番組でのジョークのネタにさえなり、番組のオープニングテーマにも出てくる（ちなみに leotards を並び替えると delators ができる）。その他、tangelo/tangelos や goitre/goitred 、painter/pointer/repaint 、9文字の relations と orientals などもある。
より長い単語を見つけた参加者に、1アルファベットにつき1ポイントが与えられ、9文字の場合は特別に2倍の18ポイントとなる。

### 数字コーナー
このコーナーでは、数字が書かれたカードが伏せて机の上に並べられ、1番上の列には25、50、75、100の4つの大きな数字、その他の列は1から10までの数字が2つずつランダムに並べられる。6つの数字を参加者が選ぶが、単語コーナー同様、一番上の列とその他の列から選ぶ割合をコントロールすることも参加者の作戦になる。参加者はそれらの数字を和差積商し（括弧も利用可）ランダムに決められた3桁の数字により近い数字を30秒で作り出す。そのターゲットとなる3桁の数字はCECIL(Conutdown Electronic Calculator In Leeds)という常駐したコンピュータによって出される。
ぴったり数字を出せば10ポイント、5以内の誤差で7ポイント、10以内の誤差で5ポイントもらえる。単語コーナー同様、よりターゲットに近い参加者が得点される。このコーナーではアシスタントが特に活躍することになる。両方の挑戦者がターゲットの数字を考え付くことができなかったら、アシスタントの高い計算能力でして答えを導き出す（アシスタントでも解けないことがしばしばある）。

### 最終問題
番組の最後のコーナーは「カウントダウン・カナンドラム」である。9文字にランダムに並べられた単語を見て早押しで9文字の単語を見つけ出す。正解者に10ポイントが与えられる。これまでのコーナーと違い30秒以内での早押しとなる（その他のコーナーでは30秒後に自分の答えをそれぞれ言い合う）。解答のチャンスは1回のみ与えられるため、不正解だった場合、もう一方の参加者が残りの時間じっくり答えを考えることができる。この10ポイントによって勝敗が分かれるような競り合いの場合、司会者は「決定的なカナンドラム（Crutial Conundrum）」と呼ぶ。第1シリーズから第21シリーズまでは引き分けの場合は、次の日に再試合をしていたが、今日ではもう一度カナンドラムをすることで勝敗を決めることになった。

### 時計
番組の中心的セットといえば、2人の参加者の間にある巨大なアナログ時計だ。時計には秒針しかなく、ゲームごとのカウントダウンの進行具合をその時計が示す。秒針に合わせて背景のライトもそれにそって光る。時計のカウントに合わせて30秒間の音楽（アラン・ホークショー編曲）が鳴り、その間に参加者は問題を解く。カナンドラムの際には、参加者がボタンを押すと時計が停止し、答えが不正解の場合は再開する。ゲームの性質上30秒のカウントにしか使われないため、時計の左半分は全く利用されない（そして、番組の視聴者は時計の針を12に戻すところを見ることがほとんどない）。
カウントダウン第1回では45秒の思考タイムだったが（元になったフランスの番組は45秒）、長すぎるのが明らかであり、番組も長引くため、第1回直後に30秒に決定された。

### 進行順序
30分番組だった頃
1. 単語コーナー 3回
2. 数字コーナー
3. 単語コーナー 3回
4. 数字コーナー
5. カナンドラム

30分番組だった頃の決勝戦（45分）
1. 単語コーナー 2回
2. 数字コーナー
3. 単語コーナー 2回
4. 数字コーナー
5. カナンドラム
6. 単語コーナー 2回
7. 数字コーナー
8. 単語コーナー 2回
9. 数字コーナー
10. カナンドラム

現在（45分番組）（決勝戦も同じ）
1. 単語コーナー 4回
2. 数字コーナー
3. 単語コーナー 4回
4. 数字コーナー
5. 単語コーナー 3回
6. 数字コーナー
7. カナンドラム